# Van Slingelandt

Wappen derer Van Slingelandt (1815)

Van Slingelandt ist der Name eines Adelsgeschlechts der Stadt Dordrecht, das noch heute existiert.

## Geschichte
Das Adelsgeschlecht „Van Slingelandt“ wurde erstmals im Jahr 1263 in der Belehung von Otto van Slingelandt, „cognatus“ (blutverandt) des Jan I. van Arkel mit einem Landstück namens Slickland erwähnt. Der weitere Stammbaum des Geschlechts liegt im Dunklen. Im 17. Jahrhundert schrieb Jacob van Oudenhoven unter anderem, dass das adelige Geschlecht Van Slingelandt einem jüngeren Sohn eines Herren Van Arkel entstammte; als diese um 1300 verstorben sind, ist das Landstück Slickland wieder in den Besitz des Herren Van Arkel gekommen. Im Jahre 1307 wurde das Landstück an dessen Bruder Herbaren van Arkel überschrieben, dessen Nachkommen sich erneut Slingelandt nannten.
Als Stammvater der Dordrechter Patrizier- und Regentenfamilie gilt Willem Jansz. van Slingeland, Landpoorter der Stadt (1429). Bei jenem könnte es sich um einen Sohn des Dordrechter Bürgermeisters Jan van Slingeland van den Tympel, welcher dem Geschlecht der Van Arkels zugehörte und auch mit den Van Cuijk in Verwandtschaft stand, handeln.
Im Goldenen Zeitalter der Niederlande gehörten die Van Slingelandts zu den einflussreichsten staatsgesinnten Geschlechtern aus Dordrechts Geschichte. Sie bildeten mit anderen Regentengeschlechtern wie den De Witt, Van Beveren und den Muys van Holy ein leistungsfähiges oligarchisches Patriziat und sind dadurch auch auf Landesebene zu  Einfluss gekommen.
Im Jahre 1702 wurden Govert Johan und Barthout van Slingelandt durch Kaiser Joseph I. zu Baronen des Heiligen Römischen Reiches ernannt. Weitere Adelsbestätigungen und Ernennungen erfolgten in den Jahren 1815 und 1816 mit dem Titel Baron für den Erstgeborenen sowie in den Jahren 1843 und 1844 mit dem Titel Baron für alle Familienmitglieder.

## Familienmitglieder
- Jan van Slingelandt van den Tympel, Schildknappe, Bürgermeister der Stadt Dordrecht (1397 und 98)
- Cornelis van Slingelandt (1507–1583), Regent und Bürgermeister der Stadt Dordrecht
- Johannes Franciscus van Slingelandt, Dichter, Sekretär des Kardinals Bagni, Kanoniker von Douai, Sekretär des Großen Rates von Mechelen
- Govert van Slingelandt (1623–1690), Herr von Dubbeldam, Pensionär der Stadt Rotterdam, niederländischer Gesandter Preußen, Schweden, Polen und in Dänemark
- Barthoud van Slingelandt (1654–1711), Reichsbaron Van Slingelandt, Herr von Slingeland und Dubbeldam, Dordrechter Regent und Bürgermeister, Generalrechenmeister der Republik, Deputierter in der Pfaltz, Leiter der Niederländischen Westindien-Kompanie
- Simon van Slingelandt (1664–1736), Ratspensionär von Holland, Pensionär der holländischen Ritterschaft
- Govert II. van Slingelandt (1694–1767), Herr von De Kleine Lindt, West-Ysselmonde und Patijnenburg, schepen von Dordrecht, Drost der Stadt und Baronie von Breda
- Govert III. van Slingelandt (1694–1752), Bürgermeister der Stadt Dordrecht
- Hendrik van Slingelandt (1702–1759), Reichsbaron Van Slingelandt, Herr von Slingeland, Bürgermeister von Den Haag
- Barthoud van Slingelandt (1731–1798), Reichsbaron Van Slingelandt, Herr von Slingeland und Goidschalxoord, Bürgermeister von Dordrecht

## Weblink
- Familie-Archief van Slingelandt-de Vrij Temminck